# Uroplatus henkeli
El geco de cola plana de Henkel (Uroplatus henkeli), es un geco que se encuentra en la isla Nosy, Madagascar, así como en el territorio de Madagascar, en la región de Ankaranafantsika. Estos gecos viven en los árboles, pero se aventuran a bajar a tierra sólo a poner huevos en el suelo blando.

## Descripción
Hay dos morfos de estos gecos, la forma Nosy Bé, y el territorio de Madagascar, y pueden ser distinguidos por sus patrones de coloración, aunque estos no son siempre fiables. Llegar a una longitud total de 280 mm, esta es una de las especies más grandes en el género. 

## Alimentación
En libertad estos voraces gecos se alimentan de insectos (también otros invertebrados) y ocasionalmente pequeños vertebrados.